# Coll dels Bocacers
El Coll de Bocacers és una collada situada a 2.280,5 m alt del límit dels termes comunals de Castell de Vernet, de la comarca del Conflent, i de Prats de Molló i la Presta, de la comarca del Vallespir, tots dos a la Catalunya del Nord.
És al nord-oest del terme de Prats de Molló i la Presta i al sud-est del de Castell de Vernet. És al nord-est del Cim dels Cums i al sud-oest del Pic dels Set Homes.